# Мерилін Дж. Руссінк
Мерилін Дж. Руссінк (англ. Marilyn J. Roossinck) — американський науковець у галузі екології вірусів. Професор Відділу патології рослин та екологічної мікробіології й біології Університету Мердока (англ. Murdoch University) та Центру динаміки інфекційних хвороб, Гуковського інституту наук про життя, Університету штату Пенсильванія.

## Біографія
Мерилін Дж. Руссінк здобула ступінь бакалавра із молекулярної, клітинної й біології розвитку та із еволюційної, популяційної і біології організмів в Колорадському університеті у 1982 році. Вона здобула ступінь доктора філософії у галузі мікробіології та імунології в школі медицини Колорадського університету у 1986 році. Мерилін Руссінк пройшла постдокторантуру у галузі вірусології рослин Корнелльського університету та долучилася до Фонду Самюеля Робертса Нобля (англ. The Samuel Roberts Noble Foundation), як доцент біології рослин в 1991 році. У 2011 році вона перейшла до Центру динаміки інфекційних хвороб, Гуковського інституту наук про життя (англ. The Huck Institutes of the Life Sciences) Університету штату Пенсильванія, як професор, де викладає курс «Екологія вірусів». Вона опублікувала понад 100 наукових праць. Мерилін Руссінк вивчає екологію та еволюцію вірусів з кінця 1980-х років.

## Науковий внесок
Науковий внесок Мерилін Дж. Руссінк включає дослідження (вивчення) таких явищ або процесів:
— мутуалістичні відносини між грибковими ендофітами Curvularia protuberata, Nelson та тропічними просовими травами Dichanthelium lanuginosum (Ell.) Gould, що обумовлюють адаптацію останніх до високих температур ґрунту й визначаються інфікованістю грибкового організму міковірусом й роль вірусних інфекцій у стійкості рослин-хазяїв до стрес-факторів загалом,;
— філогенез вірусу огіркової мозаїки (англ. Cucumber mosaic virus, CMV), й механізми еволюції вірусів загалом;
— РНК-сателіт вірусу огіркової мозаїки й віруси-сателіти загалом;
— особливості генетичного біорізноманіття вірусів, зокрема закономірності функціонування популяцій вірусів (ефект пляшкового горла, квазівиди тощо) та методологія їх дослідження (метагеноміка),;
— серцевина вірусу гепатиту B,.